# Атом (фільм, 1918)
Атом (англ. The Atom) — американська драма режисера Френка Борзегі 1918 року.

## У ролях
- Полін Старк — Дженні
- Белль Беннетт — Белл Хетеуей
- Гаррі Местойр — Монтегю Бут
- Рут Хендфорт — міс Міггс
- Волтер Перкінс — Олдсон
- Лінкольн Стедман — Етелберт
- Юджин Барр — Бенсон
- Том Бакінхем — Джеррі
- Френк Борзегі
- Чарльз Форс